# Kogălniceni, Iași
Kogălniceni este un sat în comuna Alexandru I. Cuza din județul Iași, Moldova, România.

## Așezare geografică
Kogălniceni se găsește la extremitatea de nord vest a comunei Alexandru Ioan Cuza învecinându-se cu satul Volintirești spre nord vest și aflându-se la aproximativ 3 km de satul Alexandru Ioan Cuza.

## Istoric
Satul Kogălniceni prezintă o organizare sistematizată cu străzi care formează unghiuri drepte și sunt paralele, indicație a unei mutări relativ recente a vetrii satului. Numele satului este o referire la omul politic și istoric Mihail Kogălniceanu. Este foarte probabil că perioada înființării satului trebuie situată în jurul anului 1880.